# Bag enhver mand
Bag enhver mand er en dansk dramakomedie serie fra 2023, som er skrevet og instrueret af Jesper Zuschlag og Julie Rudbæk for DR. Serien havde premiere på DRTV den 29. december 2023 og består indtil videre af 8 afsnit á 30 min. varighed.
Serien følger den fiktive københavnske restaurant "Værk", hvor køkkenchefen Michael pludselig bliver påduttet en ny souschef, Naja, til stor modstand, og serien følger de interne køns- og magtkampe, som udspiller sig i samfundet, når tradition og nytænkning kolliderer med hinanden. Medvirkende i serien er Jesper Zuschlag, Julie Rudbæk, Ann Eleonora Jørgensen, Ari Alexander, Eva Jin, Sara Fanta Traore, Anders Brink Madsen og Morten Brovn.

## Medvirkende
- Lars Bendix - Ejergruppe mand 2
- Jesper Zuschlag - Michael Ravnshøj
- Julie Rudbæk - Naja Rasmussen
- Kenneth M. Christensen - Steen
- Ann Eleonora Jørgensen - Vibeke
- Ari Alexander - Anders
- Eva Jin - Sigrid
- Sara Fanta Traore - Lise
- Anders Brink Madsen - Flemming
- Morten Brovn - Søren